# Колевай
 Колевай  — деревня на территории муниципального образования «Муниципальный округ Глазовский район Удмуртской Республики» в составе бывшего сельского поселения Штанигуртское.

## География
Находится в 3 км на юго-запад от южной окраины центра района города Глазов. Восточнее деревни расположен Юкаменский тракт, в 1 км юго-западнее — деревня Азамай, на западе деревня граничит с рекой Малая Сыга, на северо-западе с Колевайским прудом, СНТ «Колевай» и «Пионер», на севере с СНТ «Звёздный».

## История
Колевай (Большая и Малая Сыга, Келявай) — удмуртская деревня, расположена на реке Малая Сыга. В переписи населенных мест в середине XIX века записана деревня Большая и Малая Сыга (Колевай), которая находилась в 4 верстах от уездного города Глазова Глазовского уезда по правую сторону Вятско-Пермского почтового тракта от г. Глазова на соединение с Соликамско-Пермской дорогой, в которой в 10 дворах проживало 90 человек (44 мужчины и 46 женщин).
В 1891 году в деревне Большая и Малая Сыга (Сыга, Килевай или Колевай) Сыгинского сельского общества, Ключевской волости, Глазовского уезда, Вятской губернии, проживала 21 семья (164 человека: Пепеляевы, Ившины, Поздеевы, Сваловы, Гунбины), которые занимались торговлей дровами.
В 1905 году деревня называлась Верх Большой и Малой Сыги (Колевой) Сыгинского сельского общества, Ключевской волости, Глазовского уезда, и в ней было 26 дворов и 210 человек (102 мужчин и 108 женщин).
В 1920 года в деревне Коллевай или Сыга Малая и Большая Азамаевского сельсовета, Глазовской волости, Глазовского уезда было 32 двора (25 удмуртских и 7 русских), в которых проживало 226 жителей.
В 1924 году число дворов увеличилось до 35, число жителей выросло до 252 человек, а деревня стала относится к Штанигуртскому сельсовету Глазовского района Вотской (с 1931 года Удмуртской) автономной области.
С 1955 года по 1980 год деревня относилась к Сыгинскому сельсовету Глазовского района Удмуртской АССР.
В 2002 году деревня относилась к Штанигртскому сельсовету Глазовского муниципального района.
В 1921 году агроном Василий Гунбин (Левапи) на живописном месте развел кедровник. Кедровник и сегодня — главная достопримечательность деревни.
В годы Гражданской войны деревня неоднократно переходила из рук в руки, то власть брали белые, то красные. Во главе руководства деревни была поставлена Свалова Лидия Ивановна, муж ее был коммунистом. Свалова Лидия Ивановна вместе с матерью была взята в плен белогвардейцами. Ей удалось бежать, а вот её мужа и еще двух пленных красноармейцев белогвардейцы расстреляли. В годы коллективизации образовался колхоз им. Буденого. Началась война, не было ни одного дома, двора, откуда бы не ушел солдат на защиту Родины. В 1957 г. впервые появляется электричество.

## Население
| 1873 | 1891 | 1905 | 1920 | 1924 | 2002 |
| ---- | ---- | ---- | ---- | ---- | ---- |
| 90   | 164  | 210  | 226  | 252  | 59   |

| 2010 | 2012 |
| ---- | ---- |
| 119  | ↗131 |

По переписи населения 2002 года численность жителей деревни составляла 59 человек (31 мужчин и 28 женщин, по национальному составу преобладали удмурты 78 %).